# باوليت
باوليت هو معدن من معادن الموليبدات، إذ تركيبه الكيميائي من موليبدات الكالسيوم CaMoO4.
يوجد المعدن على هيئة بلورات صفائحية مسطحة ذات لون أصفر، وتتيبع بنية بلورية ذات نظام بلوري رباعي.
عثر على هذا المعدن لأول مرة في سنة 1891 في منجم في ولاية أيداهو؛ وسمي على شرف المكتشف جون ويسلي باول.